# La Malahá
La Malahá é um município da Espanha na província de Granada, comunidade autónoma da Andaluzia, de área 25 km² com população de 1709 habitantes (2007) e densidade populacional de 65,43 hab/km².

## Demografia
| Variação demográfica do município entre 1991 e 2004 | Variação demográfica do município entre 1991 e 2004 | Variação demográfica do município entre 1991 e 2004 | Variação demográfica do município entre 1991 e 2004 |
| --------------------------------------------------- | --------------------------------------------------- | --------------------------------------------------- | --------------------------------------------------- |
| 1991                                                | 1996                                                | 2001                                                | 2004                                                |
| 1619                                                | 1702                                                | 1657                                                | 1656                                                |